# Obr lidožrout

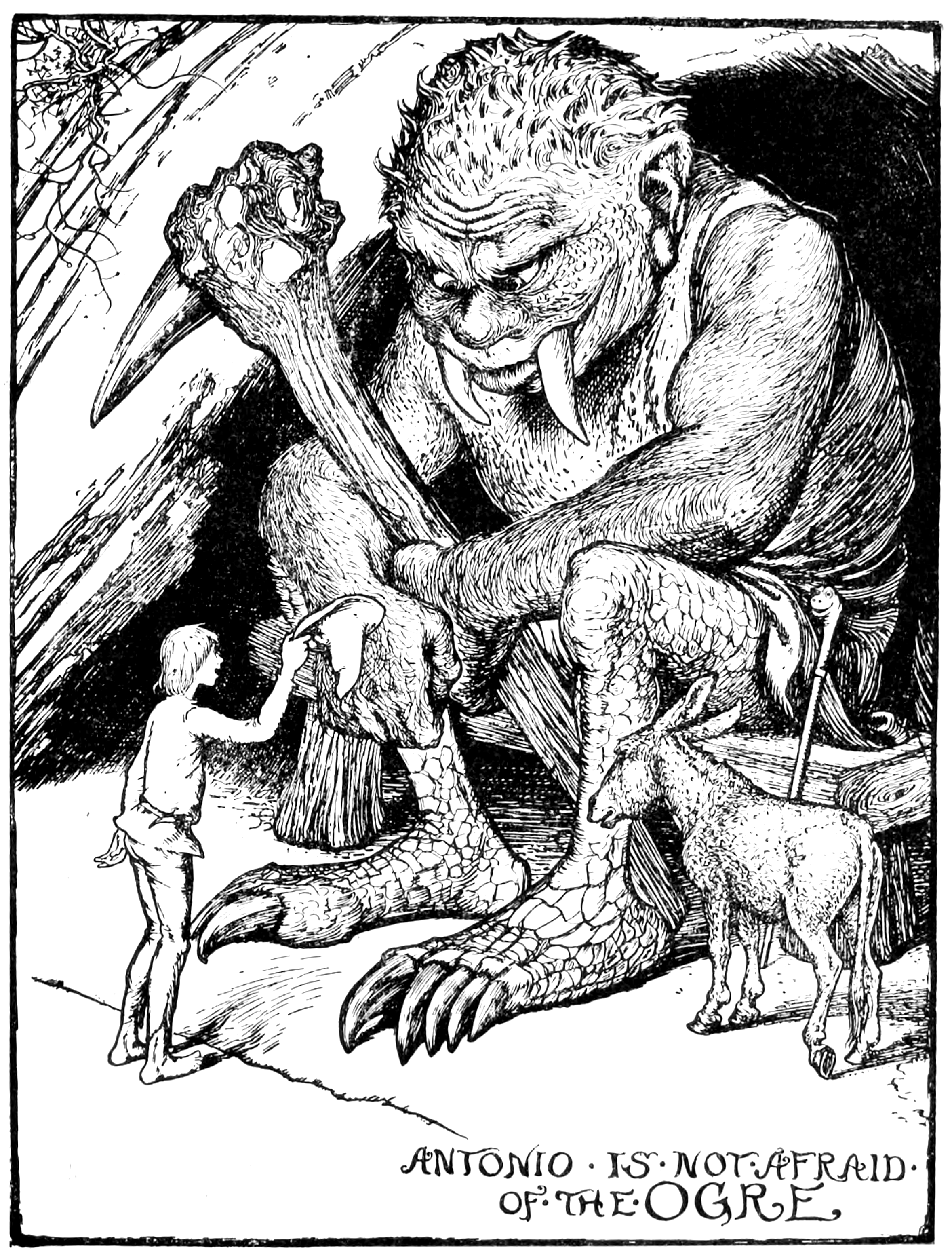
Obr lidožrout na ilustraci Henryho Forda k anglickému převyprávění italské Pohádky o lidožroutovi v knize The Grey Fairy Book (1900)

Obr lidožrout, někdy také jen lidožrout či obr (italsky orco, francouzsky a anglicky ogre), je postava evropských lidových pohádek, původně zejména italských a francouzských. Bývá vylíčen jako lidožravý obr či různě velký, nevzhledný tvor podobný člověku, nadlidské síly a nevalného rozumu. Často oplývá nadpřirozenými schopnostmi, především schopností měnit podobu, a mnohdy vlastní nevšední bohatství či různé kouzelné předměty. V moderní době se v různých formách objevuje i jako postava ve fantasy literatuře a filmu.

## Původ a etymologie
Obři a podobné bytosti se objevují v mnoha mytologiích světa, anglické a francouzské slovo ogre má nicméně původ v italském orco, a to zas pochází ze jména etruského a římského boha podsvětí Orca, ve kterém má patrně postava lidožrouta z italských pohádek i svůj předobraz.

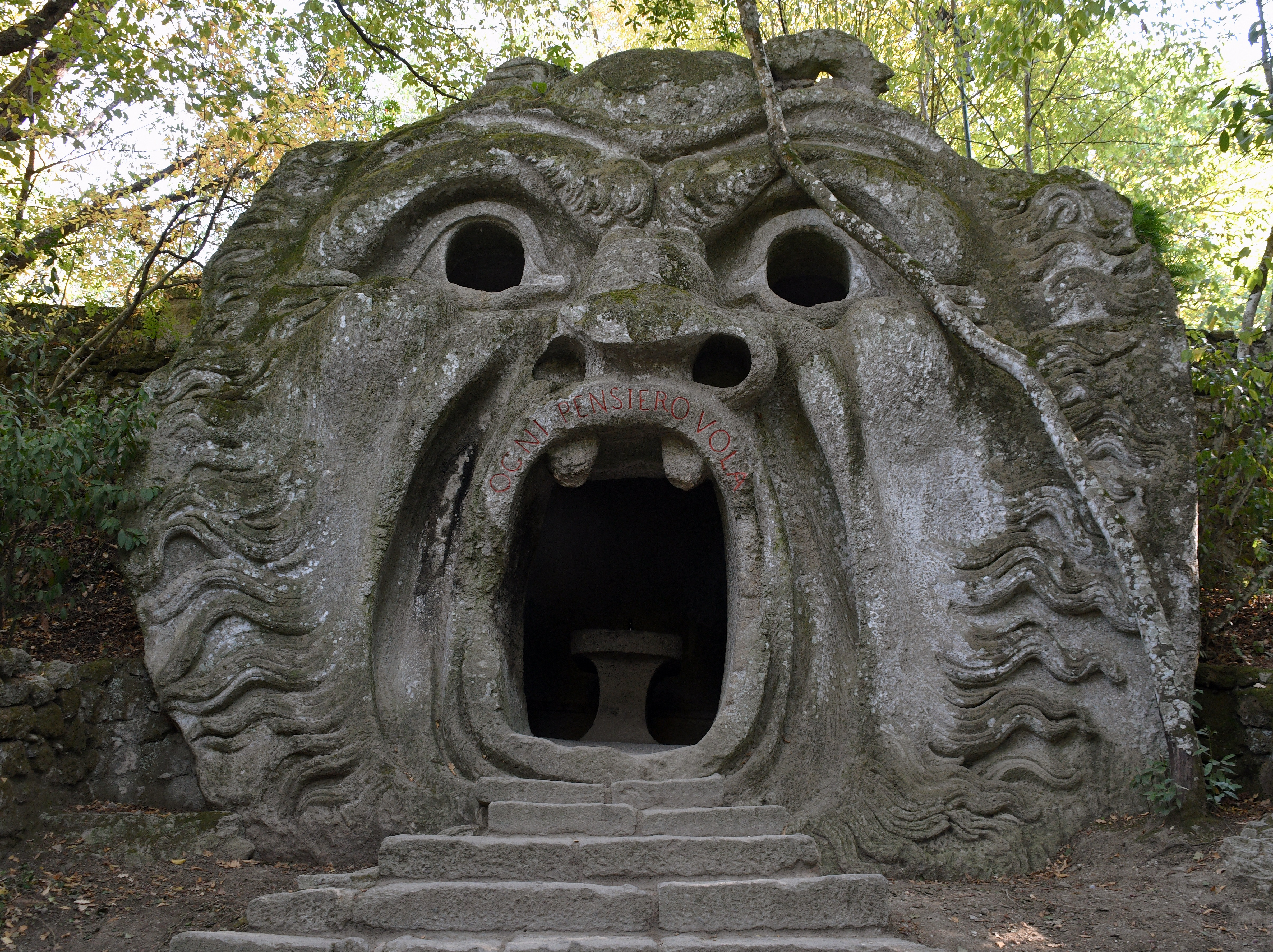
Orcova ústa, plastika z manýristického parku Sacro Bosco v italském Bomarzu, cca 1550

## Překlad do češtiny
V češtině nemá italský výraz orco a anglické či francouzské slovo ogre zcela jednoznačný protějšek, v pohádkách však bývají tradičně překládány jako lidožrout, někdy též obr, lidožravý obr či obr lidožrout. V některých moderních pohádkách se objevují také originální autorské překlady, jako například výraz tupouni v seriálu Gumídci. V překladech novějších literárních a filmových děl po roce 2001, především v žánru fantasy, se někdy jako překlad anglického slova ogre objevuje české slovo zlobr, které nicméně vytvořil František Vrba pro české vydání knihy Hobit aneb Cesta tam a zase zpátky jako překlad anglického slova troll a původně označovalo pouze tolkienovské zlobry, inspirované spíš severskou mytologií.

## V klasických příbězích a pohádkách

### Zuřivý Roland
V XVII. zpěvu Ariostova eposu Zuřivý Roland se král Norandin (jeho předobrazem byl turecký sultán Núr ad-Dín) střetává se slepým lidožravým obrem, který unesl jeho manželku Lucinu i s celou družinou. V překladu Jaroslava Vrchlického je obr (v originále orco) popsán takto:
„Jak dlouhý jest, to těžko pochopíte, / neb tlustý jest ve stejné nesměrnosti. / Na místo očí larvy obrovité / pod čelem nese dvojí koule z kostí. / K nám od moře se blíží v chůzi hbité / jak hora valící se, v zuřivosti / tesáky jako kanec na nás cení, / nos dlouhý, slina hrudí se mu pění.“

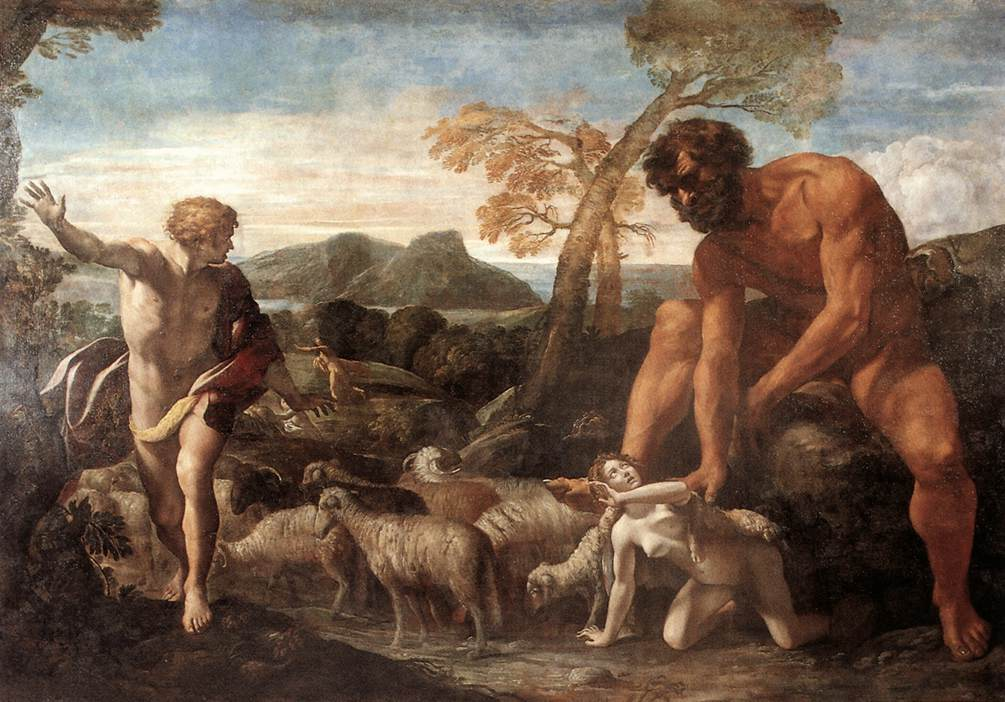
Giovanni Lanfranco – Norandin a Lucina odhaleni obrem

Ariosto se částečně inspiroval Homérovou Odysseiou a zápletka v některých ohledech připomíná Odysseovo setkání s Kyklopem. Obr hned na úvod sežere zaživa tři členy družiny a zavře zajatce ve stáji. Když do obrovy jeskyně dorazí král Norandin, obr zrovna není doma a obrova manželka krále varuje: obr prý žere jen muže a ženám neublíží, pokud se nepokusí utéct. Protože je slepý, poznává potravu po čichu. Norandin tedy vymyslí lest: spolu s Lucinou i ostatními druhy se pomažou kozlím sádlem, aby zamaskovali svůj pach, a zakryjí se ovčí kůží. Většině se podaří prchnout, Lucinu však obr odhalí a za trest ji připoutá ke skále. Norandin se pro ženu vrací a celý rok přežívá v převleku mezi kozami a ovcemi, než Lucinu osvobodí Mandriccard s Gradassem a i králi se podaří prchnout.

### Pentameron
Mezi nejstarší sbírky pohádek, ve kterých se lidožrout objevuje, patří Pentameron aneb Pohádka pohádek italského sběratele pohádek Giambattisty Basileho vydaný v letech 1634 a 1636. V neopolském originále se zde nazývá uerco, ve standardní italštině orco.

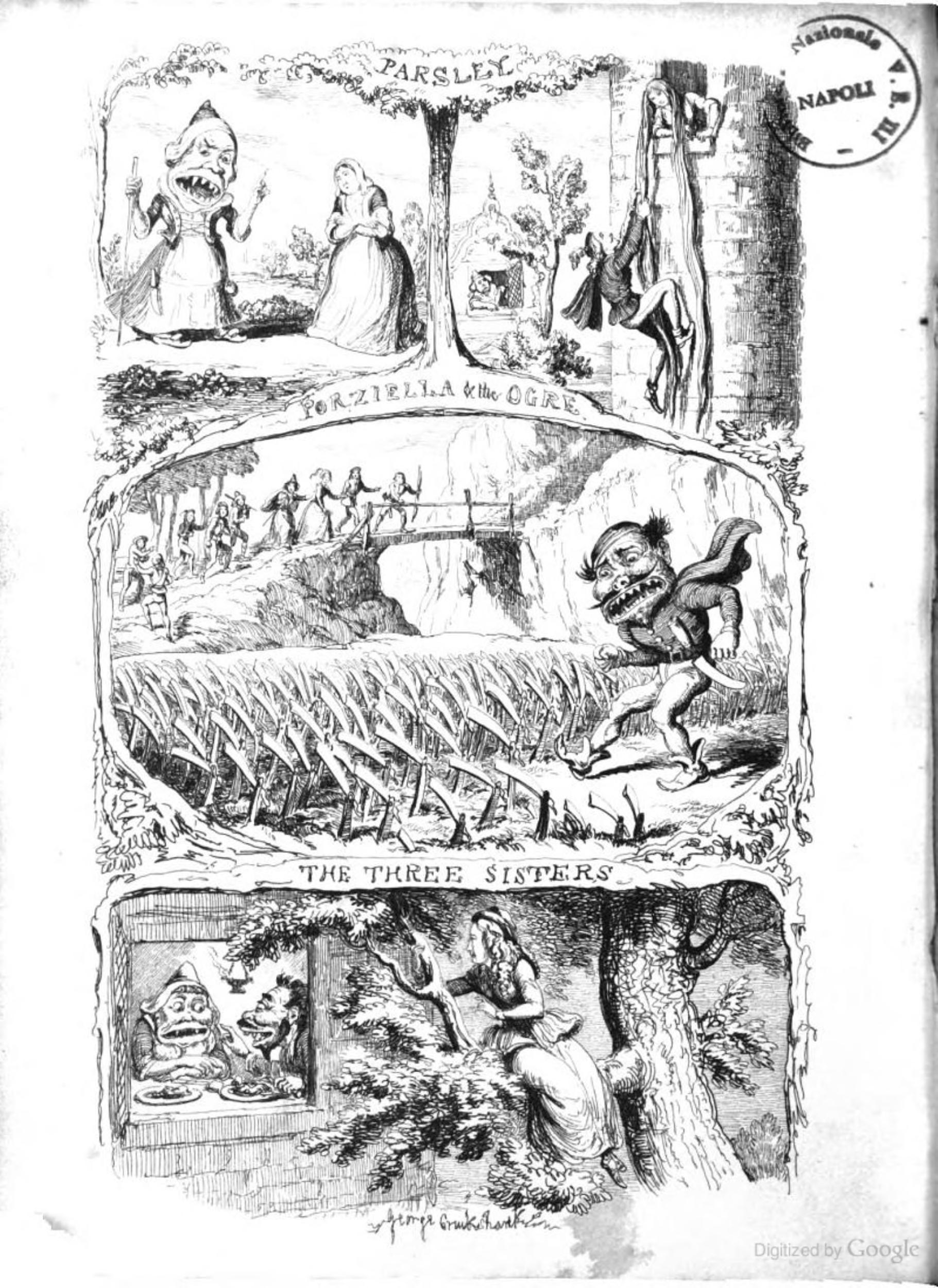
ilustrace George Cruikshanka k pohádce Blecha

Ústřední roli hraje hned v úvodní Pohádce o lidožroutovi (Lo Cunto de l’Uerco). V překladu Jana Brechensbauera je popsán takto: „Byl to trpaslík ošklivého těla, hlavu měl větší než indickou tykev, čelo samou bouli, srostlé obočí, šilhavé oči, rozpláclý nos s nozdrami jako dva kanály, ústa jako mlýnici, z nich vyčnívaly dva kly, jež mu dosahovaly až na kotníky, chlupatá prsa, paže jako rumpály, nohy zakřivené do oblouku a husí chodila.“ Podle všeho také není zlý, a má „ošklivou tvář, ale krásné srdce“. Hrdina Antonio se k němu dá do služby. Lidožrout žije v jeskyni, ale je značně bohatý a Antonia odmění kouzelnými dary: oslíkem, který kadí drahé kameny, čarovným ubrouskem a obuškem.
V pohádce Blecha vykrmí král blechu, až je tlustá jako kapoun, potom z ní nechá stáhnout kůži a slíbí ruku své dcery Porzielly tomu, kdo pozná, z čeho kůže je. Pozná to lidožrout a odvede si princeznu do lesa, kde stojí jeho dům, „obložený kostmi lidí, které snědl“. Lidožrout pak princezně řekne, že se o ni dobře postará, a začne jí nosit rozčtvrcené lidi. Jednou, když lidožrout odejde na lov, přijde k dívce stařena a řekne jí, že má sedm synů, kteří vládnou čarovnými schopnostmi, a ti že jí pomůžou utéct. Lidožrout princeznu a bratry pronásleduje a ti mu do cesty staví různé překážky. Nakonec mu jeden z nich uřízne hlavu a tu s velkou radostí donesou králi.
V pohádce Tři koruny zabloudí Marchetta do domu lidožroutky, uklízí u ní a později se díky kouzelnému prstenu, který od lidožroutky dostane, stane královnou.
V pohádce Zlatý pařez si chudá Parmetella vezme syna lidožroutky a dlouze se svou tchyní bojuje, nakonec však překoná nebezpečí a žije se svým mužem spokojeně.
A konečně v pohádce Pět synů se patero bratří vydá do světa a společně vysvobodí královu dceru, kterou lidožrout unesl. Lidožrout se v tomto příběhu promění v černý mrak a bratry pronásleduje, jeden z nich ho však oslepí lukem.

### Pohádky matky husy
Do širšího povědomí evropské veřejnosti se obři lidožrouti dostali především díky francouzské sbírce Pohádky matky husy Charlese Perraulta vydané roku 1697.
V pohádce Kocour v botách z této sbírky žije lidožrout na krásném zámku a dokáže měnit podobu. Když na zámek dorazí kocour, promění se lidožrout ve lva, aby mu dokázal svou moc. Poté ho kocour přesvědčí, aby se proměnil v myš, sní ho a tím lidožroutův zámek získá pro svého pána.

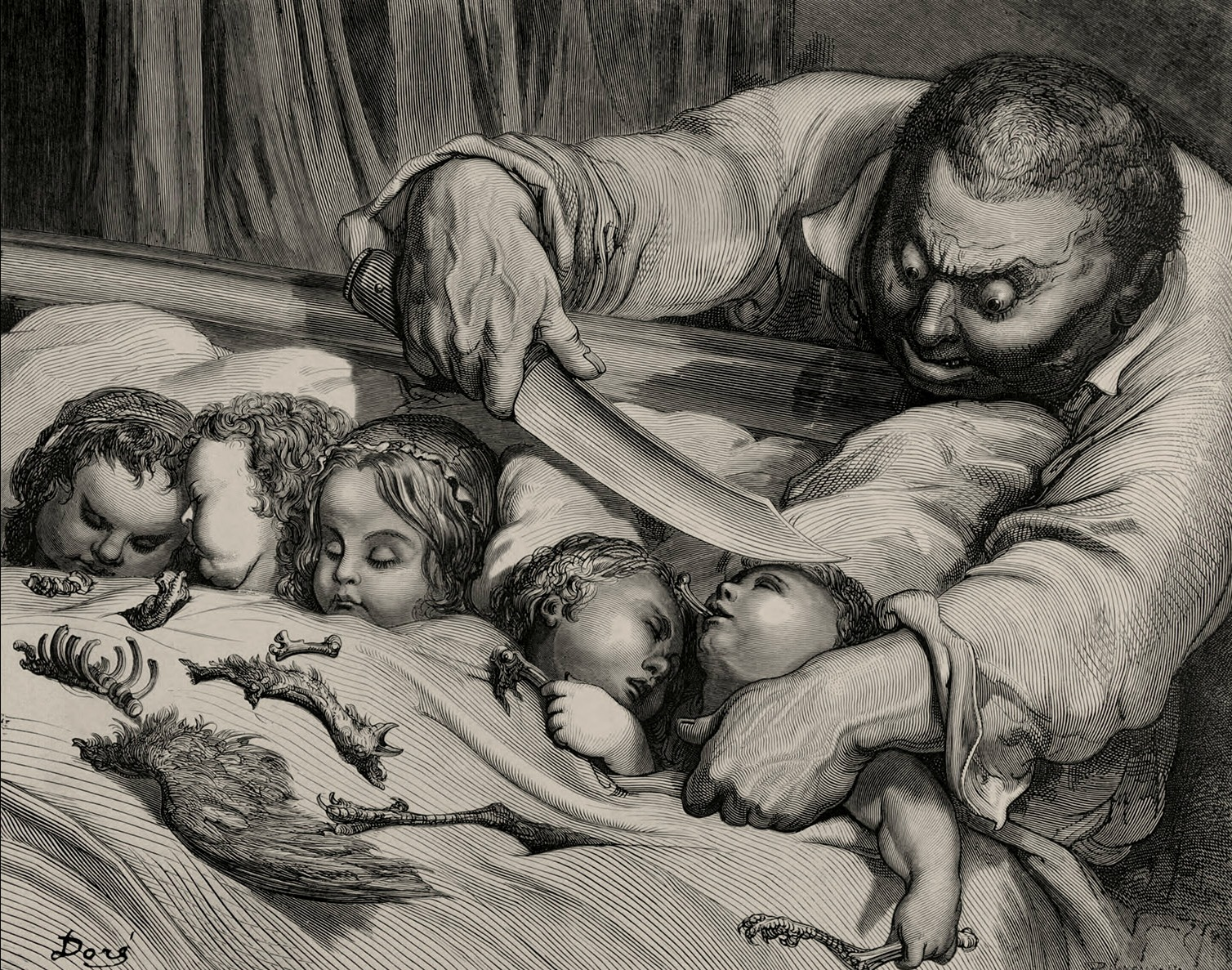
Gustave Doré – ilustrace k pohádce O Palečkovi

V pohádce O Palečkovi zabloudí Paleček se svými bratry k obydlí lidožrouta. Lidožroutova žena nechá děti přespat, ale její manžel je vyčenichá, chce je sníst, poté se však rozhodne, že si je vykrmí. Citujeme z překladu Františka Hrubína: „Lidožrout měl sedm malých dcerušek. Všechny ty malé lidožroutky měly velmi hezkou pleť, protože jedly lidské maso jako jejich otec. Měly však malá šedá očka, docela kulatá, nos zahnutý jako zobák a náramně široká ústa s dlouhými zuby, přeostrými a hodně řídkými. Zvlášť zlé však dosud nebyly; ale dalo se od nich hodně čekat, protože už teď kousaly malé děti a sály z nich krev.“ Paleček v noci vstane a vymění korunky lidožroutských dcer za čapky svých bratrů, takže lidožrout pak omylem podřízne své dcery, načež Paleček s bratry uteče. Lidožrout je poté pronásleduje v sedmimílových botách, ale usne a Paleček mu boty ukradne. Vrátí se do lidožroutova domu, lstí odláká jeho ženu a odnese si i všechno jeho bohatství.
Lidožrouti se objevují i v pohádce Princezna ve spícím lese, která má zpočátku podobný příběh jako známější Šípková Růženka bratří Grimmů, v Parraultově verzi však pokračuje i po svatbě. Poté, co princ probudí zakletou princeznu, vezme si ji za ženu. Ukáže se ovšem, že jeho matka, královna, je „z rodu lidožroutů a král se s ní oženil jen proto, že byla náramně bohatá“. Po otcově smrti se princ sám stane králem, musí odjet do války a mladou královnu svěří do péče královny matky. Ta záhy poručí správci, aby jí připravil malou vnučku Jitřenku k obědu na cibulové omáčce. Správce se slituje a podstrčí jí místo dítěte jehňátko. Poté si lidožroutka poručí k večeři vnoučka a správce jí podstrčí kůzle. Do třetice chce lidožroutka sníst svoji snachu a správce jí podstrčí laň. Netrvá však dlouho a královna lest odhalí: „Jednoho večera se toulala, jak měla ve zvyku, po nádvořích a dvorech zámku, nevyčenichá-li tam nějaké čerstvé maso. Tu zaslechla, jak v jedné dolejší síni pláče malý princ a hovoří Jitřenka: královna, jeho matka, mu chtěla našlehat, zlobil malou Jitřenku, a Jitřenka se za bratříčka přimlouvala. Lidožroutka poznala hlasy mladé královny a jejích dětí. Rozlítilo ji, že byla oklamána, a druhý den ráno rozkázala hlasem tak strašným, až se všechno třáslo, aby přinesli doprostřed nádvoří velkou káď, dala ji naplnit ropuchami, zmijemi a užovkami: do ní měli být vrženi mladá královna s dětmi a správce se ženou a služebnou. Rozkázala, aby je přivedli s rukama svázanýma za zády.“  Naštěstí se v tu chvíli vrátí mladý král a ukrutnou popravu zastaví. Lidožroutka se pak ve vzteku sama vrhne do kádě a havěť ji sežere.

## V moderních pohádkách a fantasy

### Stolní a počítačové hry
Obr lidožrout je součástí tradičního bestiáře stolní RPG hry Dungeons & Dragons (jako ogre) i českého Dračího doupěte (jako obr lidožrout). Objevuje se i v počítačové hře Heroes of Might and Magic (jako ogres, překládáno bývá jako zlobři) a v řadě dalších her.

### Film a televize

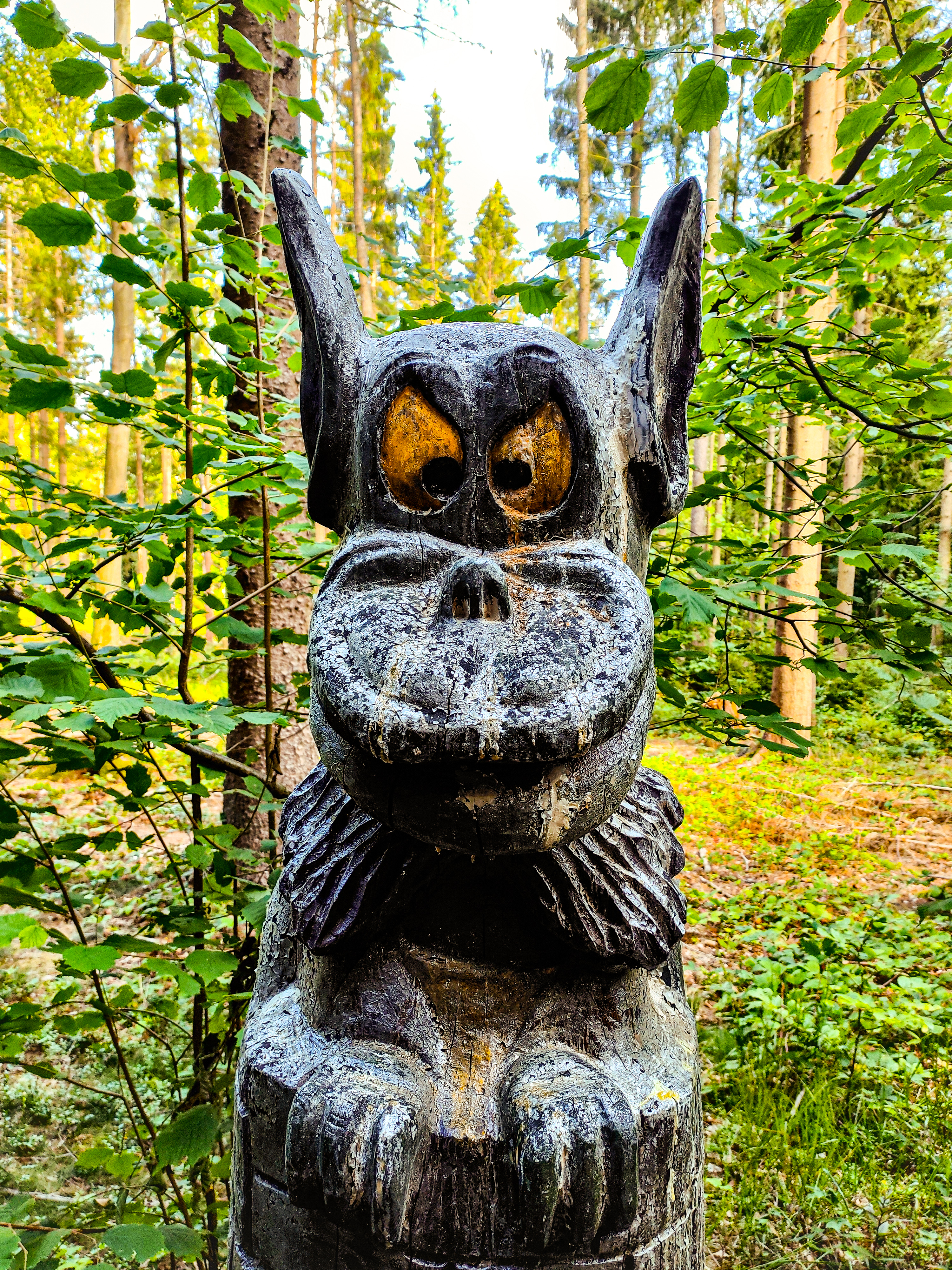
Tupoun v lidovém uměni.

V animovaném seriálu Gumídci vystupují obři lidožrouti, v českém překladu pojmenovaní tupouni, jako pomocníci hlavní záporné postavy, knížete Ignora. V animovaném seriálu Šmoulové se zase občas objeví obr Všejed (zvaný též Tlamoun, v originále Bigmouth) a pár jeho příbuzných.
K nejznámějším filmovým postavám tohoto plemene se řadí i hlavní hrdina animovaného filmu Shrek z roku 2001, který se dočkal řady pokračování. Titulní postava má spíše dobráckou povahu a film si cíleně pohrává se zavedenými pohádkovými stereotypy. Anglické slovo ogre bylo do češtiny přeloženo Petrem Finkousem jako zlobr –  právě zde se tedy tento překlad zřejmě objevuje poprvé.
Coby klasické filmové monstrum se naopak snaží obra lidožrouta využít spíš nevalně hodnocený film Obr lidožrout z roku 2008.
V americkém seriálu Bylo, nebylo, který kombinuje klasické pohádkové motivy a kulisy moderního světa, vedou obři lidožrouti (v českém znění nazývaní zlobři) proti lidem opakované války.